# Jane Stratton
Jane Stratton (10 agosto 1953) è un'ex tennista statunitense.

## Carriera
In carriera ha raggiunto 2 finali di doppio, al Canada Open nel 1975, e al Pittsburgh Open nel 1979. Nei tornei del Grande Slam ha ottenuto il suo miglior risultato raggiungendo i quarti di finale di doppio agli US Open nel 1975, in coppia con la connazionale Joanne Russell, e a Wimbledon nel 1977, in coppia con la svedese Mimi Wikstedt, e di doppio misto sempre a Wimbledon nel 1979, in coppia con il connazionale David Sherbeck.

## Statistiche

### Doppio

#### Finali perse (2)
| Numero | Anno              | Torneo                      | Superficie | Compagna       | Avversarie in finale               | Punteggio |
| 1.     | 17 agosto 1975    | Canada Open, Toronto        | Cemento    | Joanne Russell | Julie Anthony Margaret Smith Court | 2-6, 4-6  |
| 2.     | 16 settembre 1979 | Pittsburgh Open, Pittsburgh | Sintetico  | Bunny Bruning  | Sue Barker Candy Reynolds          | 3-6, 2-6  |

### Risultati in progressione
| Sigla | Risultato               |
| ----- | ----------------------- |
| V     | Vincitore               |
| F     | Finalista               |
| SF    | Semifinalista           |
| O     | Oro olimpico            |
| A     | Argento olimpico        |
| SF    | Bronzo olimpico         |
| QF    | Quarti di Finale        |
| 4T    | Quarto turno            |
| 3T    | Terzo turno             |
| 2T    | Secondo turno           |
| 1T    | Primo turno             |
| RR    | Round Robin             |
| LQ    | Turno di qualificazione |
| A     | Assente                 |
| ND    | Non disputato           |

| Legenda superfici    |
| -------------------- |
| Cemento              |
| Terra battuta        |
| Erba                 |
| Superficie variabile |

#### Singolare nei tornei del Grande Slam
| Torneo          | 1976 | 1977 | 1977 | 1978 | 1979 | 1980 |
| --------------- | ---- | ---- | ---- | ---- | ---- | ---- |
| Australian Open | A    | A    | A    | A    | A    | A    |
| Open di Francia | 1T   | A    | A    | 1T   | 1T   | A    |
| Wimbledon       | A    | 3T   | 3T   | 1T   | A    | 3T   |
| US Open         | A    | 1T   | 1T   | A    | A    | 1T   |

#### Doppio nei tornei del Grande Slam
| Torneo          | 1973 | 1974 | 1975 | 1976 | 1977 | 1977 | 1978 | 1979 | 1980 | 1981 |
| --------------- | ---- | ---- | ---- | ---- | ---- | ---- | ---- | ---- | ---- | ---- |
| Australian Open | A    | A    | A    | A    | A    | A    | A    | A    | A    | A    |
| Open di Francia | A    | A    | A    | 1T   | A    | A    | 1T   | 1T   | A    | A    |
| Wimbledon       | A    | A    | A    | 1T   | QF   | QF   | 2T   | 2T   | A    | 1T   |
| US Open         | 1T   | A    | QF   | A    | 2T   | 2T   | 1T   | 2T   | 1T   | A    |

#### Doppio misto nei tornei del Grande Slam
| Torneo          | 1979 | 1980 | 1981 |
| --------------- | ---- | ---- | ---- |
| Australian Open | ND   | ND   | ND   |
| Open di Francia | A    | A    | A    |
| Wimbledon       | QF   | 3T   | 2T   |
| US Open         | 1T   | A    | A    |